# Magnus Oja
Magnus Oja (1971) è un ex sciatore alpino svedese.

## Biografia
In Coppa del Mondo Oja ottenne due piazzamenti, entrambi in discesa libera nel 1993: il 20 marzo a Kvitfjell (58º) e il 18 dicembre in Val Gardena (65º). Il 15 febbraio 1996 prese per l'ultima volta il via in Coppa Europa, a Sankt Johann in Tirol in slalom gigante senza completare la prova, e si ritirò al termine della stagione 1999-2000; la sua ultima gara fu lo slalom gigante dei Campionati statunitensi 2000, disputato il 27 marzo a Jackson e non completato da Oja. Non prese parte a rassegne olimpiche o iridate.

## Palmarès

### Campionati svedesi
- 2 medaglie (dati parziali):
  - 1 oro (discesa libera[1] nel 1993)
  - 1 argento (discesa libera nel 1997)